# پردووریتسا
پردووریتسا (به صربی: Predvorica) یک منطقهٔ مسکونی در صربستان است که در شاباتس واقع شده‌است. پردووریتسا ۴۶۹ نفر جمعیت دارد.